# Jacob Hurtubise
Jacob Gilles Hurtubise (Indianápolis, Indiana, 11 de diciembre de 1997), más conocido como Jacob Hurtubise, es un jugador profesional estadounidense de béisbol que se desempeña en la posición de jardinero izquierdo en Cincinnati Reds, equipo de las Grandes Ligas de Béisbol (MLB).

## Carrera
En 2024, Hurtubise hizo su debut en la MLB con el equipo Cincinnati Reds, donde lleva jugando una temporada.